# 赚钱软件
赚钱软件是中华人民共和国互联网上特有的一种软件，以能赚钱为噱头吸引用户，一般要求用户观看大量的广告、拉大量的新用户或花费大量的时间使用软件。软件类型包括新闻阅读、影音播放、教育培训、输入法、健康运动、合成游戏、斗地主、麻将等。

## 现状
赚钱软件会在宣传广告上下很大的功夫，例如“平常没事干，刷一刷视频一顿饭钱就到手了”；“陕西农村的一位张大爷靠在群里面抢红包（即在软件里面看广告）给自己买了辆豪车”；“喝水能赚钱”；“睡觉能赚钱”；“充电能赚钱”等，但是这些宣传广告上的右下角都会有一行特别不显眼的小字标明：具体金额以游戏内为准。
用户在观看视频、新闻或者广告时，刚开始还能获得数元的红包，但是到后来，观看一个视频、新闻或广告的收益只有几分钱，且广告的长度也会从20秒左右变成1分钟。就算这样，有些赚钱软件还根本就不能提现。用户会采用选择多个赚钱软件的方式来使自己的利益最大化。

## 争议
赚钱软件标榜的高收益迟迟难兑现，还可能面临个人信息泄露等问题，一些甚至触犯了中华人民共和国《禁止传销条例》和《网络安全法》。红网等官媒提议网络监管部门应当对这类软件严加监管，从申请到运营过程中都应当层层把关；全国人民代表大会也应该针对此类软件进行相关的立法。